# پل طبیعت

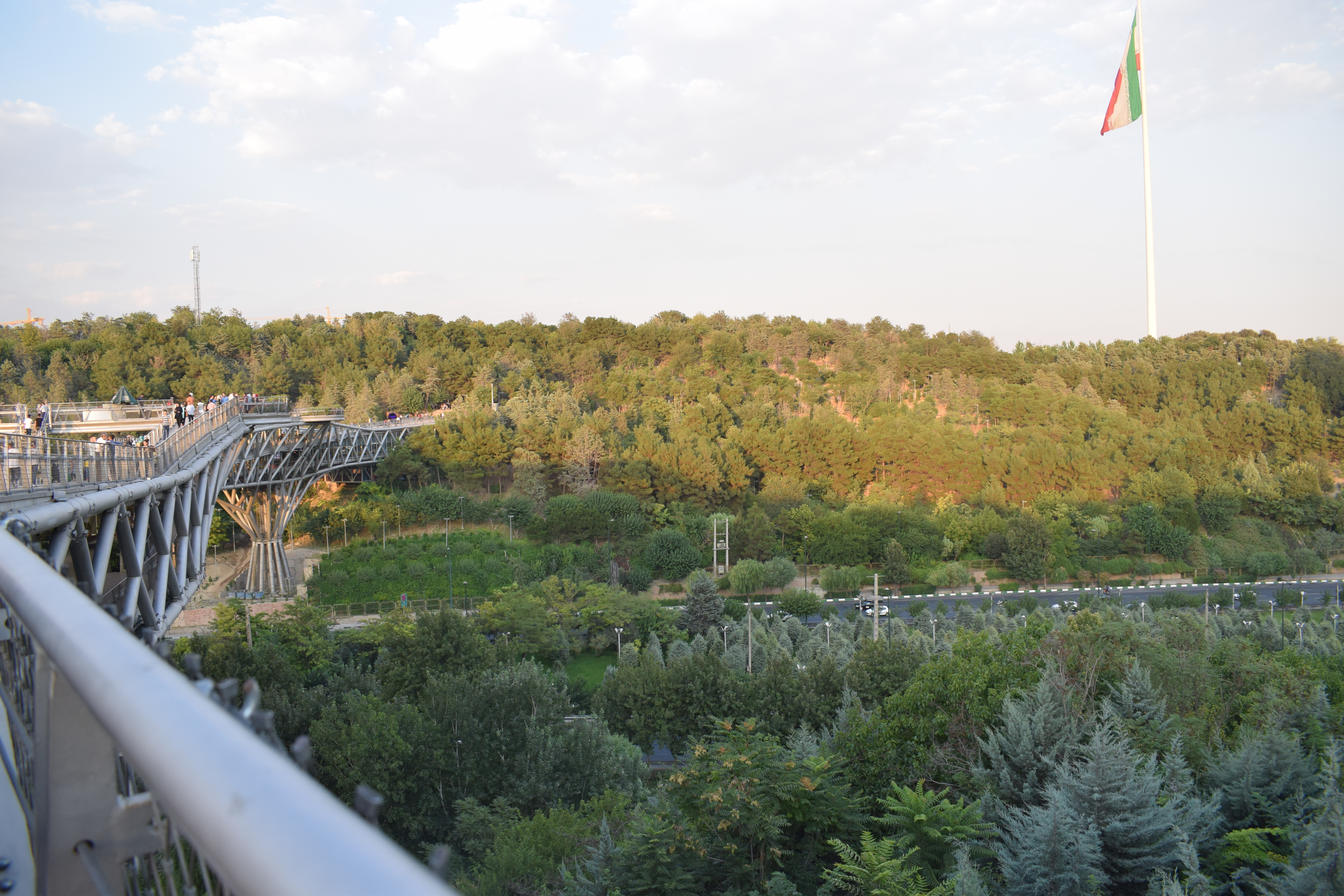
نمایی از پل طبیعت

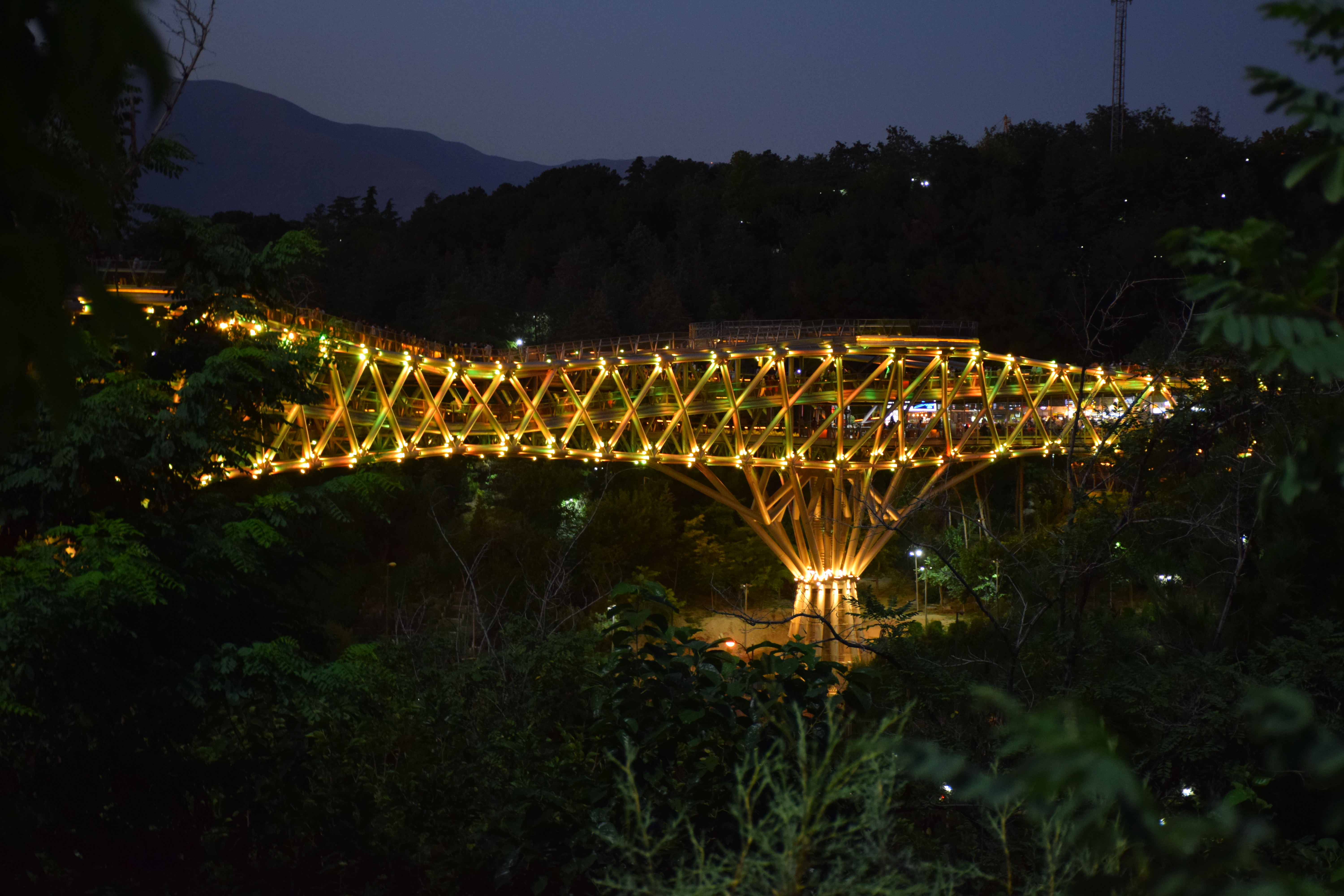
پل طبیعت در شب

پل طبیعت یک پل دو طبقه پیاده‌رو است که در تهران قرار دارد. این پل که از نمادهای شهر تهران است از عرض بزرگراه مدرس می‌گذرد و بوستان‌های طالقانی در شرق و آب و آتش در غرب را به هم متصل می‌کند. معمار و طراح این پل گروه «سازه‌های پارچه‌ای دیبا» (لیلا عراقیان و علیرضا بهزادی) است. ساخت این پل توسط شهرداری محمدباقر قالیباف از سال ۱۳۸۹ آغاز شد اما به دلیل وجود تحریم‌ها و مشکلات اقتصادی، تا سال ۱۳۹۳ به طول انجامید.

## تاریخچه
کار مطالعاتی پل طبیعت در سال ۱۳۸۸ آغاز شد. پل طبیعت زیر نظر شرکت نوسازی عباس‌آباد ساخته شده است. این پل در ۲۰ مهر سال ۱۳۹۳ افتتاح شد.

## طراحی
در سال ۱۳۸۸ خورشیدی فراخوانی از سوی شرکت نوسازی عباس‌آباد در رسانه‌ها منتشر شد و طراحی این پل در قالب یک مسابقه انجام و عملیات اجرایی آن از اواخر ۶ ماه دوم سال ۱۳۸۹ آغاز گردید. پیش از اینکه مسابقه طراحی پل طبیعت برگزار شود، مهندسان شرکت نوسازی عباس‌آباد پژوهش‌های اولیه‌ای را در خصوص ویژگی‌های این پل انجام دادند. کارشناسان این شرکت چند مورد مهم را در طراحی این پل مدنظر قرار دادند که اولین اولویت توجه به مسائل محیط زیست در طراحی این پل بود. با توجه به اینکه پل طبیعت در نقطه‌ای واقع شده است که تمامی شاهراه‌های پایتخت مانند بزرگراه مدرس، همت، حقانی و رسالت از بالای این پل به خوبی دید دارد، محل جانمایی آن نیز از اهمیت زیادی برخوردار است.
لیلا عراقیان در سال ۱۳۸۷ در مسابقه طراحی پل طبیعت شرکت کرد و در سال ۱۳۸۸ طرحش برگزیده شد. پل طبیعت در سال ۱۳۹۳ خورشیدی افتتاح گردید.

## اندازه و مشخصات
طول این پل ۳۰۰ متر بوده و وزن سازه‌اش ۲۰۰۰ تن می‌باشد. پل طبیعت بزرگ‌ترین پل غیرخودرویی ایران محسوب می‌شود؛ این پل ۷۰۰۰ متر مربع مساحت داشته و عرض پل در نقاط مختلف بین ۶ متر تا ۱۳ متر متغیر است. بدنه اصلی پل بر روی سه‌پایه بنا گردیده و برای ساخت آن ۱۴۰۰۰ قطعه فولادی در ابعاد مختلف در ارتفاع ۴۰ متری زمین برشکاری، سر هم و نصب شده است. برای بنای این پل بیش از ۱۰۲ کیلومتر جوشکاری و ۶۲۰۰ متر مکعب بتن‌ریزی انجام شده است.
در طراحی این پل از معماری پل‌های ایرانی مانند پل خواجو الهام گرفته شده و یک سازه با طراحی ارگانیک و شبیه به درخت و کاملاً سازگار با محیط زیست و طبیعت است که نمونه مشابه آن در پارک‌های ملی و طبیعی کشورهای فرانسه، کانادا، هلند، بلژیک، مالزی و استرالیا ساخته شده است. فرم درختی ستون‌ها و انتخاب نام «طبیعت» برای پل، هر دو تاکیدی است بر پیوستگی دو فضای سبز (دو طبیعت) توسط پل.
این پل با توجه به فرایند برشکاری، مونتاژ قطعات، نصب و جوشکاری در کنار بهره‌مندی از سازه‌های فضایی در ارتفاع ۴۰ متری در کل ایران منحصر به فرد است.
برای بنای پل از مصالح مخصوص و لوله‌های ویژه استفاده شده و بالاترین استانداردها و ضریب ایمنی برای آن در نظر گرفته شده و براساس قولی که پیمانکار اجرایی طرح داده پل طبیعت از زمان بهره‌برداری ۱۰۰ سال عمر خواهد کرد و در برابر حوادث و بلایای طبیعی حتی زلزله بالای ۷ ریشتری مقاوم است.
پل طبیعت ۳ طبقه دارد، طبقه اول ۱۴۵۰، طبقه دوم ۲۸۷۰ و طبقه سوم ۵۷۱ مترمربع است. همچنین قرار است در طبقه سوم انواع فضاهای تفریحی از نمایشگاه و کافی‌شاپ گرفته تا گالری و رستوران‌های متنوع به‌عنوان یک مقصد گردشگری جذاب ایجاد گردد. پیش‌بینی فضاهای مکث روی پل و طراحی مبلمان شهری مناسب و هماهنگ با ویژگی‌های این سازه از نکاتی است که در طراحی این پل مدنظر بوده است.
از نظر ساختار و طراحی پل طبیعت از الگوریتم‌های خاص و پارادایم‌های دقیق استفاده کرده که همین موضوع سبب این شده که طراحی آن با استفاده از ابزار پارامتریک باشد. پل به صورت یک خرپای سه بعدی فلزی با فرمی پویا در دوسطح پیوسته طراحی شده است. این خرپا بر سه ستون با فرم شبیه درخت قرار می‌گیرد که در این نقاط سازه ارتفاع بیشتری پیدا می‌کند و به سه طبقه می‌رسد. طول کل پل در حدود ۲۷۰ متر و دهانه‌های آن از شرق به غرب به ترتیب ۶۸٬۹۴٬۶۸و۳۹ متر می‌باشند. عرض پل بین ۶ تا ۱۳ متر متغیر است.

## نماد تهران
این پل به گفته مدیر عامل سازنده آن نماد جدیدی برای شهر تهران است و همه روزه افراد زیادی را برای بازدید به سمت خود می‌کشاند.

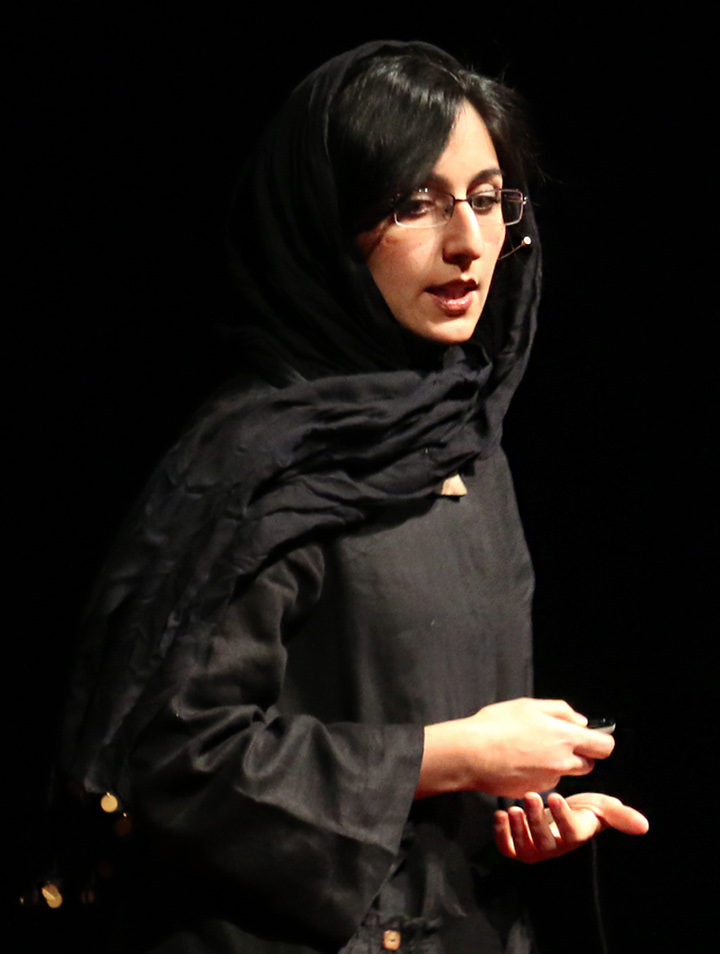
لیلا عراقیان طراح و معمار پل

در نظر سنجی مرکز افکارسنجی دانشجویان ایران ۱۱ درصد تهرانی‌ها این پل را نماد تهران دانسته‌اند.

## امکانات
درطول پل فضاهایی با عملکردهای فرهنگی، تفریحی و گردشگری تدارک دیده شده که به عنوان مثال می‌توان به کافی شاپ، رستوران، کافه گالری و همچنین فضای سبز کار شده در پل اشاره کرد.

## سازندگان
پل طبیعت بخشی از پروژه ساخت ۷ پل عابر پیاده در اراضی عباس‌آباد، شامل پل‌های ابریشم است و در آینده‌ای نه چندان دور می‌توان از آن به عنوان یکی از نقاط برجسته تهران یاد کرد. این پل را شرکت سازه‌های پارچه‌ای دیبا طراحی کرده است و نظارت بر ساخت آن نیز بر عهده همین شرکت بوده است. گروه تخصصی شهید رجایی (قرارگاه سازندگی خاتم‌الانبیای سپاه پاسداران انقلاب اسلامی) ساخت این پل را بر عهده داشته است.

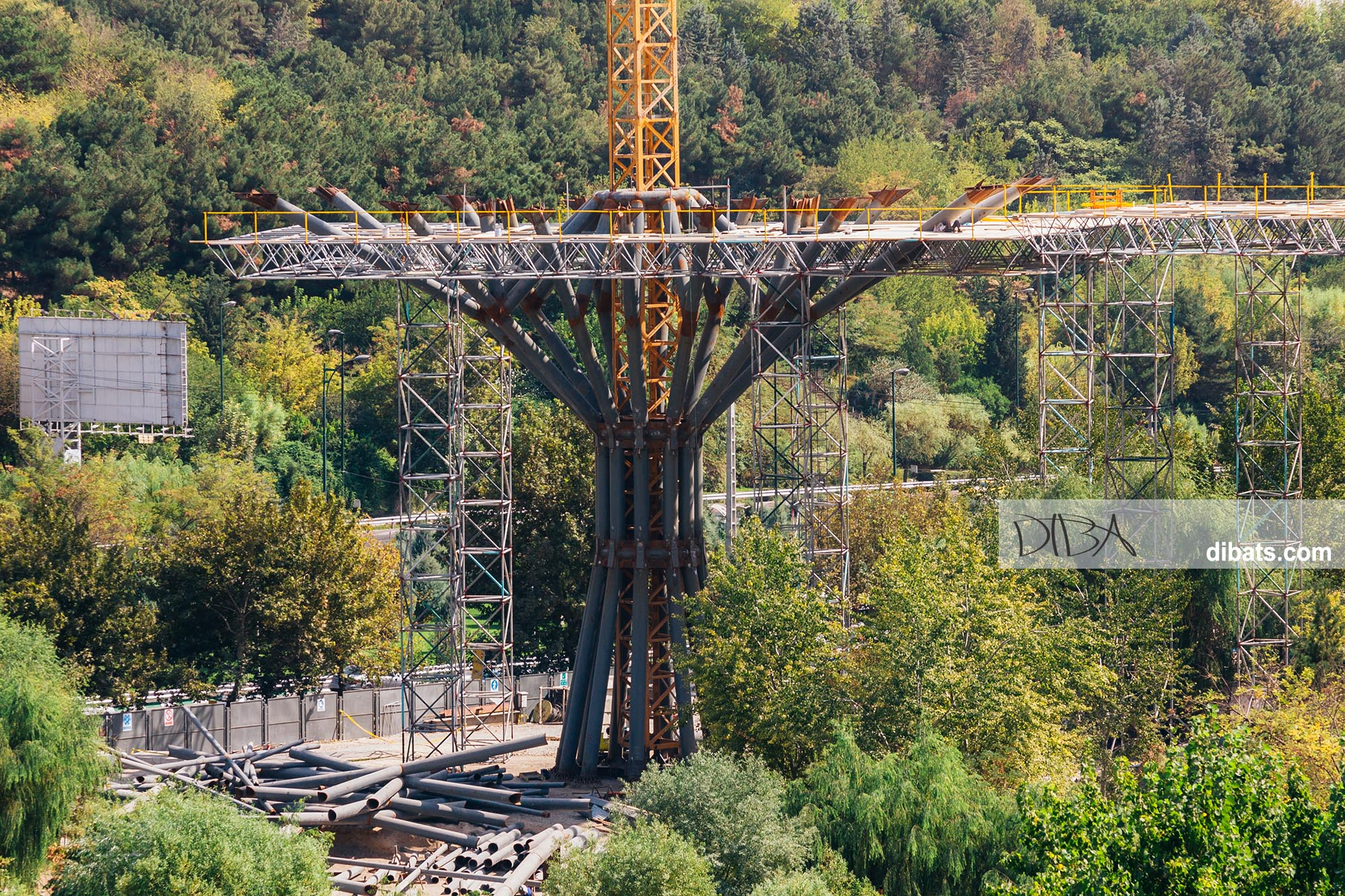
ساخت سازه ستون‌های اصلی پل طبیعت تهران
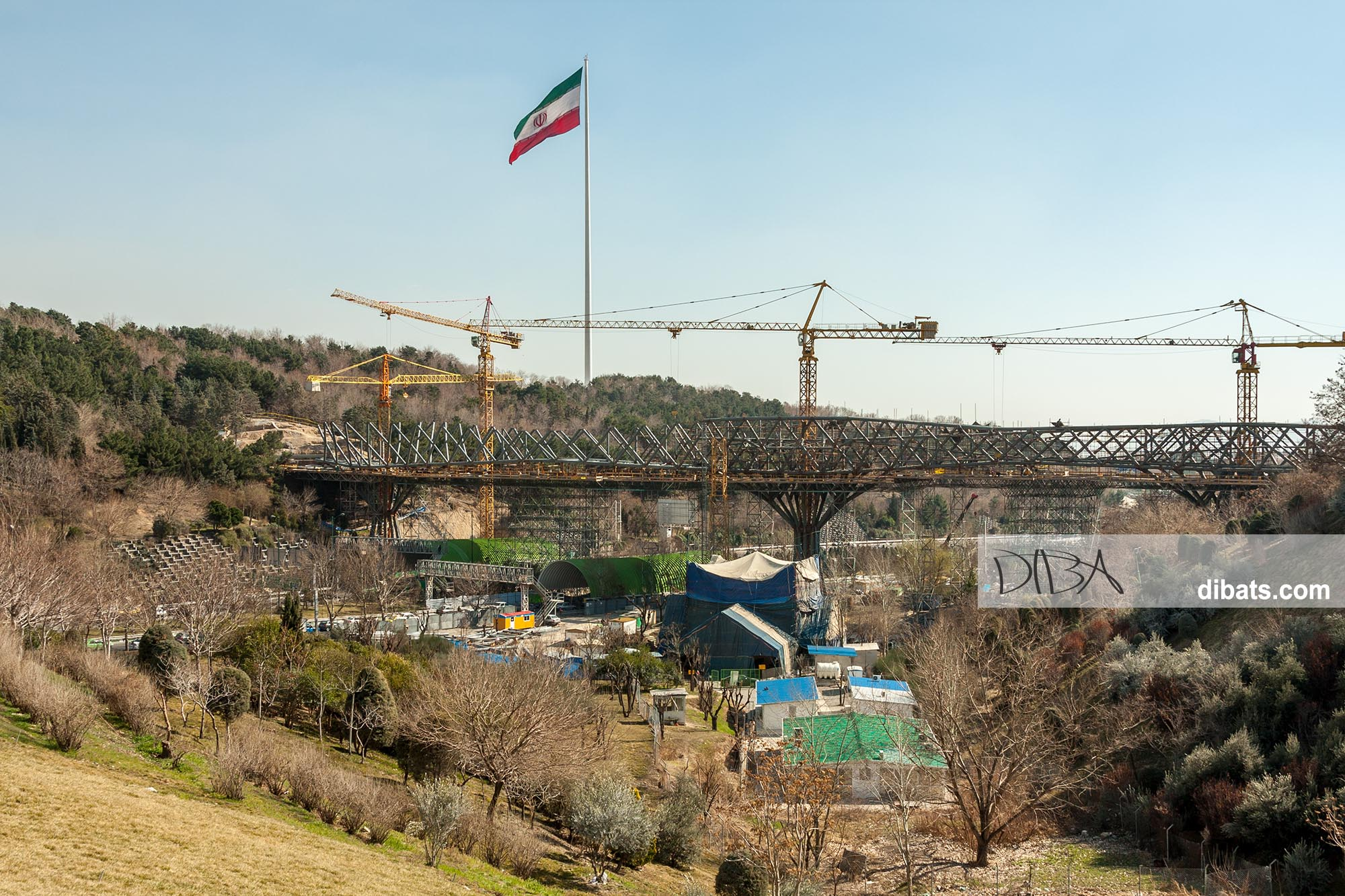
ساخت سازه پل طبیعت

## جوایز
این پل باعث شناخته شدن معمارش، لیلا عراقیان و علی رضا بهزادی در سطح بین‌المللی شد. پل طبیعت انتخاب اول مردم و جزو ۵ انتخاب برتر ۳۰۰ معمار برجسته جهان در مسابقه معمار شهری
(A+ (architizer awards در سال ۲۰۱۵ شد. پل طبیعت در سال ۱۳۹۲ به‌عنوان سازه برتر فولادی ایران شناخته شد. سال ۱۳۹۳ جایزه بین‌المللی خشت طلایی به پل طبیعت داده شد. سال ۱۳۹۳ پل طبیعت در زمره ۶ پل برتر ایران قرار گرفت. این پل جایزه معماری آقاخان در سال ۲۰۱۶ را نیز دریافت کرده است.
- ۱۳۹۵ کسب رتبه دوم نوآوری در سی امین جشنواره بین‌المللی خوارزمی ۱۳۹۵، برای طراحی پل طبیعت
- ۱۳۹۵ جایزه معماری آقاخان ۲۰۱۶
- ۱۳۹۴ جایزه معمار برای فضاهای عمومی، تهران، ایران[۱۴]
- ۱۳۹۴ طرح تقدیر شده جایزه معماری آسیا، استانبول، ترکیه[۱۵]
- ۱۳۹۴ جایزه نقره‌ای IPMA برای مدیریت پروژه، پاناما[۱۶]
- ۱۳۹۴ جایزه MEIDAA در بخش پروژه‌های عمومی و شهری خاورمیانه، دوبی، امارات متحده عربی
- ۱۳۹۴ جایزه Award+A Architizer دربخش پل و بزرگراه‌ها، نیویورک، ایالت متحده آمریکا[۱۷]
- ۱۳۹۳ برترین پل شهری در چهارمین کنفرانس بین‌المللی پل در دانشگاه امیرکبیر، تهران، ایران
- ۱۳۹۳ برنده خشت طلایی در فضاهای گردشگری و تفریحی در روز جهانی شهرها، تهران، ایران[۱۸]
- ۱۳۹۲ برترین سازه فولادی کشور در بخش پل در چهارمین کنفرانس فولاد و سازه، تهران، ایران